# ニンジン属
ニンジン属(Daucus)は、世界中に分布する草本植物である。セリ科に属し、最も知られている種は、栽培種のニンジンである。約75種が含まれる。ニンジンの最古の化石は、大西洋のマデイラ島で見つかった130万年前のものである。

## 概要
ニンジン属の種は、セリ科の中で、先端が細く深く裂けた2-3枚の葉が特徴である。主に二年生植物であるが、いくつかの一年生植物と多年生植物も含まれている。剛毛の生えた茎で、散形花序である。花はほぼ白色であるが、花弁が赤色やピンク色、黄色のものもある。包葉と小包葉を持つ。
上部に切れ込みがあり、先は尖っており、小葉に包まれている。花弁はしばしば大きさが異なり、外側のものほど大きいことが多い。果実は卵型から楕円体の分離果で、いくつかの種の直根は、小さく食用に用いられる。ダイコンに似た形で、味は苦いことがある。

## 生態
ニンジン属の受粉は、特にチョウ、甲虫、ハエ、ハチ等の昆虫によって媒介される。ほぼ全ての大陸だけではなく、多くの島や孤立地域にも固有種がある。
北アフリカ及び南西アジアの温帯を中心に分布し、長期にわたる乾燥や寒い気候は、成長を遅らせる傾向があるが、属全体としてはこれらの条件に進化的に適応している。一部の種は、植物の発達を妨げることなく、地下の大きな直根にかなりの物質を蓄積することができる。ヨーロッパ原産のニンジンには、ノラニンジンと栽培種のニンジンの2つの亜種がある。
ニンジン属の4つの種（Daucus carota subspecies sativus cultivar Danvers、D. carota subsp. gummifer、D. capillifolius及びD. pusillus）について、アイソザイムのパターンと色素体DNAの差異が調べられた。ホモセリンデヒドロゲナーゼは各系統に1つの型しか存在しなかったが、cv. Danversの遺伝子流動速度は、他とは異なっていた。ニンジン属の各々の栽培種には、ADH多型が存在する。BamHIで消化した、色素DNA由来の制限エンドヌクレアーゼの断片パターンの比較により、Ucv. Danversとsubsp. gummiferの間には小さな違いしかなかったが、cv. DanversとD. pusillusの色素DNAパターンには大きな違いがあった。8つの異なる制限酵素を用いて色素DNAパターンを比べたところ、cv. DanversとD. capillifoliusの色素DNAパターンには違いが見られなかった。このデータは、特定のアイソザイムと細胞小器官DNAの制限酵素断片パターンは、ニンジン属の異なる種のゲノムを正確に同定するマーカーとなりうることを示している。

## 分類
以下を含む75種が含まれる。
- Daucus aureus
- Daucus aleppicus
- Daucus annuus
- Daucus arcanus
- Daucus aureus
- Daucus biseriatus
- Daucus blanchei
- Daucus broteri
- Daucus capillifolius
- Daucus carota  L.,（ノラニンジン）
- Daucus crinitus
- Daucus decipiens
- Daucus della-cellae
- Daucus durieua
- Daucus edulis
- Daucus elegans
- Daucus glaberrimus
- Daucus glochidiatus（ゴウシュウヤブジラミ）
- Daucus gracilis
- Daucus guttatus
- Daucus hirtus
- Daucus hochstetteri
- Daucus humilis
- Daucus incognitus
- Daucus insularis
- Daucus involucratus
- Daucus jordanicus
- Daucus littoralis
- Daucus mauritii
- Daucus melananthos
- Daucus microscias
- Daucus minusculus
- Daucus mirabilis
- Daucus montanus
- Daucus muricatus
- Daucus pedunculatus
- Daucus pumilus
- Daucus pusillus
- Daucus reboudii
- Daucus ribeirensis
- Daucus rouyi
- Daucus sahariensis
- Daucus setifolius
- Daucus tenuisectus
- Daucus tenuissimus
- Daucus virgatus
- Daucus yemenensis

## アレルゲン性
w:Ogren Plant Allergy Scaleでは、ニンジン属のアレルゲン性は10段階のうち10であり、アレルギー反応を引き起こす非常に高いリスク(Dau c 1)を持つとされている。
アレルゲンは、カバノキ科花粉の抗原であるBet v 1と同様にPR-10ファミリーに属するDac c 1という16 kDaのタンパク質であり、多くの場合、加熱や酵素処理により消化されるが、口腔内のかゆみ等の過敏反応を誘発する口腔アレルギー症候群を引き起こすことがある。